# برادینگ
latitudeبرادینگlongitudeبرادینگ
برادینگ (به انگلیسی: Brading) یک منطقهٔ مسکونی در انگلستان است که در جنوب شرقی انگلستان واقع شده‌است.

## خصوصیات
برادینگ ۲٬۰۷۷ نفر جمعیت دارد.